# Luis Enrique (Sänger)

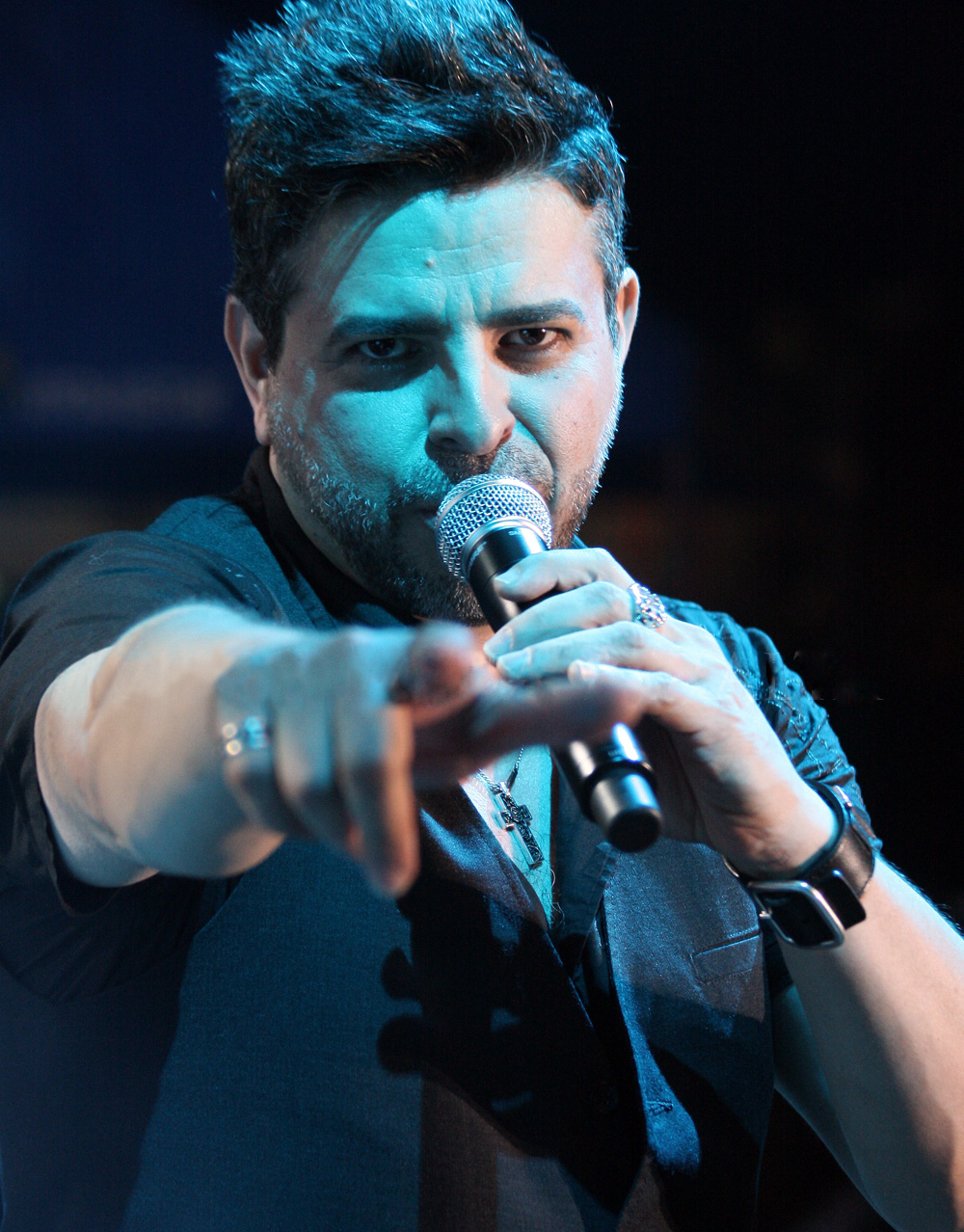
Luis Enrique bei einem Auftritt 2010

Luis Enrique Mejía López (* 28. September 1962 in Nicaragua) ist ein nicaraguanischer Sänger und Komponist.

## Biografie
Luis Enrique kommt aus einer künstlerischen Familie, die in Nicaragua hoch geschätzt wird. Das Haus Mejía Godoy ist ein Kulturzentrum und bekannt für seine berühmten Sänger, Musiker und Trobadores, allen voran seine Onkel Luis Enrique Mejía Godoy und Carlos Mejía Godoy. Sein Vater, Don Francisco Luis Mejía Godoy, ist Maler. Viele seiner Cousins und Cousinen sind auch in der Gegenwart im künstlerischen Bereich tätig und führen die Tradition in einer Familienstiftung fort; sein Bruder Rafael Mejía ist ebenfalls Musiker.
Luis Enrique war zunächst Folklore-Sänger, bevor er in die USA nach Miami auswanderte. Zunächst schloss er sich der lateinamerikanischen Folkloregruppe Ayer es Hoy an. Dort wurde er von Sony Music entdeckt und brachte 1987 seine erste Platte Amor de Medianoche heraus, in der er sich bereits als Salsa-Musiker empfahl.
Da sein erstes Werk aber noch nicht die gewünschte Beachtung fand, zog er weiter nach Puerto Rico. Dort kam auf einen Schlag der Durchbruch. Innerhalb kürzester Zeit entstanden 1989 bis 1991 fünf Salsa-Alben. Als besonders fruchtbar erwies sich seine Zusammenarbeit mit Eddie Santiago, mit dem er Luces del Alma und Los Príncipes de la Salsa herausbrachte. Den Spitznamen „El Príncipe de la Salsa“ erhielt er aufgrund seiner besonderen Ausstrahlung auf die weiblichen Zuhörer.
Neben seiner Karriere als Salsero machte er sich auch als Perkussionist einen Namen. Er arbeitete hier in verschiedenen Bereichen von Salsa, Merengue und Pop mit einer Vielzahl von Künstlern und Gruppen zusammen, wie Juan Luis Guerra, Foreigner, Arturo Sandoval, Chayanne und Gloria Estefan (Abriendo Puertas). Auch beim Song Maria von Ricky Martin machte Luis Enrique die Percussion.
Ab Mitte der 1990er-Jahre zog es ihn immer stärker von der Salsa weg hin zur Pop-Musik, jedoch nur mit mäßigem Erfolg. Genesis (1996) war sein erstes Pop-Album, gefolgt von Timbalaye (1998), was ein Flop wurde.
In seinen letzten Produktionen ist Luis Enrique daher wieder mehr zur Salsa zurückgekehrt, gemischt mit Balladen und Pop-Elementen. Für Evolución bekam er 2001 eine Grammy-Nominierung. Auf Transparente (2002) erschien der Titelsong Amanecer zugleich als Ballade und in einer Salsa-Version.
Luis Enrique ist verheiratet mit Ehefrau Carolina, einer Sängerin und Komponistin mit venezolanisch-brasilianischen Vorfahren. Beide haben einen Sohn: Luca (* 2002).

## Stil und Bedeutung
Luis Enrique hat gezeigt, dass die Salsa nicht nur in den großen Zentren Lateinamerikas zu Hause ist, sondern auch in Nicaragua. Als sein großes Vorbild nennt er dementsprechend den ebenfalls aus Mittelamerika stammenden Rubén Blades. Sänger, Gitarrist, Percussionist und Komponist – Luis Enrique ist vielfach musikalisch begabt, seine Lieder schreibt er zum großen Teil selbst. Dies erklärt sein hohes Maß an musikalischem Schaffen: 15 Alben, 4 Grammy-Nominierungen und vielfache Auszeichnungen.
Anfang der 90er-Jahre gehörte er bereits zur Nachwuchs-Generation der Salsa-Musiker. Er distanzierte sich ausdrücklich von der „Salsa vieja“ und war bemüht, seinen eigenen Stil zu finden. Salsa in den 80er-Jahren war oft bestimmt durch eine gewisse sexuelle Freizügigkeit in der Musik, die auch bewusst zum kommerziellen Erfolg eingesetzt wurde. Begierde, Aufforderung zur Untreue oder zu sexuellen Beziehungen war nichts Ungewöhnliches in den Texten. Luis Enrique vollzog hier einen Wandel, weg von der „Salsa erótica“ hin zur „Salsa romántica“. Sein Lied No te quites la ropa (Zieh dich nicht aus) war 1990 ein programmatischer Gegensatz etwa zu Desnúdate mujer (Zieh dich aus, Frau) von Frankie Ruiz.
| No te quites la ropa por favor todavía. Aún no siento tu boca. No se si eres mía. Queda aún mucho tiempo. Tengo las manos frías. No ha llegado el momento, tu aún no estás convencido. | Zieh dich bitte noch nicht aus. Ich spüre deinen Mund noch nicht. Ich weiß nicht, ob du mein bist. Es bleibt noch viel Zeit. Meine Hände sind kalt, Der Moment ist noch nicht gekommen, und du bist noch nicht bereit. |
| No te quites la ropa, que quiero adivinar y no mires la hora que todo llegará. | Zieh dich noch nicht aus, ich möchte es mir vorstellen und schau nicht auf die Uhr, alles zu seiner Zeit. |

Zu seinen bekanntesten Songs gehören ¿Quien eres tu? (1994), neben Tu no le amas, le temes (1990) und Lo que paso entre tu y yo pasó (1990). Date un chance (1990) wurde zur Hymne gegen Drogenmissbrauch. Die Salsa-Cover-Version Que locura fue enamorarte de ti (1990 – Luis Ángel) mit Eddie Santiago wurde zu einem Klassiker des Genres.

## Diskografie
- Amor y alegría (1988)
- Mi mundo (1989)
- Luces del alma (1990)
- Los Príncipes de la Salsa (1990)
- Una historia diferente (1991)
- En vivo (1992)
- Dilema (1993)
- Amor de media noche (1993)
- Luis Enrique (1994)
- Brillantes (1994)
- Genesis (1996)
- Grandes éxitos del Príncipe de la Salsa (1997)
- Amiga (1999)
- Timbalaye (1999)
- Evolución (2000)
- 22 Ultimate Hits (2002)
- Transparente (2002)
- Lo Esencial (2004)
- Dentro y fuera (2007)
- Ciclos (2009, US: Gold (Latin)+Gold (Videoalbum))[1]